# Michalová
Michalová je obec na Slovensku v okrese Brezno v těsné blízkosti obce Pohronská Polhora. V obci je římskokatolický kostel sv. Štěpána z roku 1897.
Obec Michalová vznikla v roce 1788 jako komorská osada na katastrálním území města Brezna. Historie obce Michalová je již od jejího založení nerozlučně spjata s vysokou pecí.